# Вишневе (Роздільнянський район)
Вишневе — село в Україні, у Цебриківській селищній громаді Роздільнянського району Одеської області. Населення становить 724 особи.
До 17 липня 2020 року було підпорядковане Великомихайлівському району, який був ліквідований.
Село було засновано у 1787 році під назвою Іжицьке. У 1935 році, після приходу радянської влади, село було назване Кірове, на честь комуністичного діяча. У 2016 році село внесено до переліку населених пунктів, які потрібно перейменувати згідно із законом «Про засудження комуністичного та націонал-соціалістичного (нацистського) тоталітарних режимів в Україні та заборону пропаганди їхньої символіки». Відтак з 2016 року село набуло нову назву, Вишневе.

## Населення
Згідно з переписом 1989 року населення села становило 578 осіб, з яких 260 чоловіків та 318 жінок.
За переписом населення 2001 року в селі мешкало 608 осіб.
На 1 січня 2020 року — 724 особи: 350 чоловік і  374 жінок.

### Мова
Розподіл населення за рідною мовою за даними перепису 2001 року:
| Мова       | Відсоток |
| ---------- | -------- |
| українська | 91,47 %  |
| молдовська | 5,27 %   |
| російська  | 2,79 %   |
| болгарська | 0,31 %   |